# Азотиста рівновага
Азо́тиста рівнова́га — стан, при якому кількість азоту, який надійшов в організм із їжею, дорівнює його кількості, котра видаляється з організму. 
Азотиста рівновага — стан азотистого обміну організму, при якому він виділяє з сечею стільки ж азоту, скільки засвоює з білків їжі. Добова потреба людини в азоті дорівнює 13—1  г (80—100 г білка).